# ホリデーオート
ホリデーオート（英語:Holiday Auto）は、モーターマガジン社が発行していた自動車雑誌である。1971年創刊、2019年休刊。
毎月10日に発売される。新車情報や試乗レポートが中心。ベストカー、CARトップに次ぎ、日本の自動車雑誌では3番目に発行部数が多かった。かつては他誌にはない緊急車両、特にパトカー関連の情報も扱っていた（こちらは2004年に別冊パトカーアルバムも発行された。）。
中古車を主に特集する「別冊ホリデーオート」は後に「ホリデーオートBG（Buyer's Guide）」と改名された（この「BG」は同社の二輪車雑誌「Mr.bike」にも設定された）。
かつて、90年代中盤迄には、月2回発行(10日と26日)されていた。中森明菜等の当時旬なアイドル歌手や若手女優がカバーガールとして表紙を飾っていた。「Oh!My街道レーサー」というコーナーがあり、一般読者の製作した族車などの改造車の投稿を掲載していた。他には、文通コーナーも存在していた。その後もほぼ暴走族向け専門誌の『チャンプロード』等ほど過激ではないが暴走族を容認、肯定する記事などがかつてよりは少ないながらもあり、現役暴走族、元暴走族の読者層からの安定した支持を得ていた。
1980年代前半に初代ソアラや初代クレスタ等の高級感のある小型車が大流行した時期に、この雑誌が作った造語「ハイソカー」（ハイ・ソサエティー・カーの略）はブームとともに一般に浸透し、この種の車を指す言葉として定着した。

## 主な連載・寄稿者
（2009年7月現在）
- History of Great Car
- NEWS CROSSROAD
- Motor Sport Digest
- ソウルサーチャーズ（清水和夫、石井昌道）
- 日本の名機
- ハイウェイ・グルメの旅（鈴木ケンイチ ）
- HAライブラリー
- HAインフォ・スクエア（イベント情報）
- SHOW　ROOM（新製品情報）
- ケータイファン倶楽部
- 新橋モーター商会（読者の投稿ページ）
- Q＆A（文：近藤暁史、イラスト：阿部忠雄）
- NEW　MODEL　NEWS
- 一発検索（文：石川芳雄）
- 新車価格表
- なんでもクロスワード
- 元開発ドライバーの採点簿（三好俊秀）
- カーAV Labo
- タイヤワールド
- 読者プレゼント
- 男の玩具箱（帯津冨佐雄）
- ピーター・ライオンのJapanese　Car-Guy評判記
- 太田哲也のいつもそばにクルマが。
- 黒井尚志の遠慮なしに言わせてもらう！
- 阿部忠雄のつれづれ「イラスト」日記
- まるも亜希子の淑女の想い
- パドックパス・グラフィティ
- これがクルマ用品の新常識